# Microfotonica
La microfotonica è una branca dell'ottica che studia la propagazione della luce in sistemi che hanno lunghezze caratteristiche dell'ordine della lunghezza d'onda della luce stessa (per la luce visibile questo vuol dire lunghezze che vanno da circa 0,4 a circa 0,75 micrometri).

Per assonanza con le nanotecnologie spesso la microfotonica viene chiamata anche nanofotonica.
La microfotonica è strettamente legata alla fotonica e all'ottica quantistica con cui non ha linee di demarcazione ben precise.
Uno degli obbiettivi principali della microfotonica è quello di realizzare componenti completamente ottiche che possano andare a sostituire le attuali componenti elettroniche. Il più grosso passo in avanti compiuto in questo campo è rappresentato dai cristalli fotonici. Queste strutture infatti possiedono una banda di energie proibite per la propagazione della luce analoga a quella presente nei semiconduttori per gli elettroni e potrebbero  essere utilizzati per realizzare dei microprocessori completamente ottici.